# Cecilia Vennersten (musikalbum)
Cecilia Vennersten utkom 1995 som Cecilia Vennerstens  debutalbum. På albumlistorna placerade det sig som högst på nionde plats i Sverige och på andra plats i Norge, och sålde platina i båda länderna. Albumet innehåller bland annat hitlåten "Det vackraste", som slutade på andra plats i den svenska Melodifestivalen 1995, samt "Sjunde himlen finns", en svenskspråkig version av Maria McKees "Show Me Heaven".

## Låtlista
1. Det vackraste - 3:20
2. Innerst i själen - 4:35
3. Hornen i pannan - 3:24
4. Kapten Nemo - 5:10
5. Skogens Rå - 5:00
6. Sjunde himlen finns (Show Me Heaven) - 3:56
7. Mitt andra jag - 4:11
8. Du är min religion - 5:19
9. Tiden - 4:17
10. Lämnad i mörkret (Left in the dark) - 6:46

## Medverkande
- Torbjörn Stener — gitarr

## Listplaceringar
| Lista (1995-1996) | Topplacering |
| ----------------- | ------------ |
| Norge             | 2            |
| Sverige           | 9            |

### Fotnoter
1. ↑  ”Svensk mediedatabas”. http://smdb.kb.se/catalog/id/001513354. Läst 10 maj 2011.
2. ↑  Norwegiancharts - Cecilia Vennersten på den norska albumlistan
3. ↑  Swedishcharts - Cecilia Vennersten på den svenska albumlistan